# آنا تر-وارتانیان
آنا تر-وارتانیان (ارمنی: Աննա Տեր-Վարդանյան; انگلیسی: Anna Der-Vartanian; ۶ دسامبر ۱۹۲۰ – ۴ اوت ۲۰۱۱) اولین ناو استوار یکم زن در نیروی دریایی ایالات متحده آمریکا بود. وی یک آمریکایی ارمنی‌تبار بود.

## زندگی‌نامه
آنا تِر وارطانیان اولین زن ارشد ارتش و نیروی دریایی ایالات متحده آمریکا بود. او این عنوان را در سال ۱۹۵۹ در کالج جنگی نیروی دریایی در نیوپورت، رود آیلند دریافت نمود و اولین زنی شد که در نیروهای مسلح به عنوان E-9 خدمت کرد. مدتی پس از اینکه جنگ جهانی دوم آغاز شد، آنا به همراه خواهرش «جین الیور» در نیروی دریایی ایالات متحده و برادرش «اندرو» در بخش اقیانوس آرام نیروهای مسلح ایالات متحده خدمت می‌کردند. علاوه بر این، مادرش نیز می‌خواست به نیروی دریایی بپیوندد، اما او به صلیب سرخ پیوست.
وی در روز ۴ اوت ۲۰۱۱ در سن ۹۰ سالگی درگذشت و نظامی در آرامستان ملی آرلینگتون به خاک سپرده شد.